# Fox Bay
Fox Bay (spanisch: Bahía Fox oder Bahía Zorro) ist ein Ort auf Westfalkland auf den Falklandinseln. Er befindet sich in der gleichnamigen Bucht an der Südostküste der Insel. 
Die Siedlung wird häufig in Fox Bay East und Fox Bay West unterteilt, was sie eigentlich zu zwei Siedlungen macht: Zusammen bilden sie die größte Siedlung auf West-Falkland, getrennt davon ist jedoch Port Howard die größte. 
Die Häuser der Siedlung liegen weit verstreut um einen gemeinsamen Hauptplatz. Es gibt eine Schule, ein kleineres Geschäft und ein Postamt, welches in den 1890er Jahren gegründet wurde.

## Etymologie
Fox Bay, wie auch der Warrah River, hat seinen Namen vom Falklandfuchs, einem fuchsähnlichen Tier, das hier Warrah genannt wird und heute ausgestorben ist.

## Geschichte
Während des Falklandkrieges war Fox Bay von etwa 900 argentinischen Truppen besetzt. Die Truppen legten mehrere Minenfelder rund um die beiden Siedlungen an, die noch immer bestehen. Fox Bay wurde während des Krieges mehrmals von britischen Harrier-Flugzeugen bombardiert und von der Royal Navy beschossen.
Die Zahl der menschlichen Opfer war gering, aber es gab einen schweren Treffer auf dem argentinischen Schiff ARA Bahía Buen Suceso, das zum Zeitpunkt des ersten britischen Harrier-Angriffs zufällig in Fox Bay East vor Anker lag, als es die argentinischen Truppen versorgen wollte.
Während des Krieges wurden 14 Personen aus Stanley, die von den Argentiniern als "unerwünscht" eingestuft wurden, nach Fox Bay gebracht und für die Dauer der argentinischen Besetzung unter Hausarrest gestellt; die meisten von ihnen waren Mitglieder der Falkland Defence Force.
Fox Bay wurde am 15. Juni 1982 von der HMS Avenger und den Royal Marines des 40. Kommandos befreit, und dieses Datum wird von den Bewohnern als Tag der Befreiung begangen.
Im Jahr 2007 wurde anlässlich des 25-jährigen Jubiläums des britischen Sieges ein Denkmal errichtet.

## Verkehr
Fox Bay verfügt über zwei Landebahnen, die von der Falkland Islands Government Air Service mit Islander-Flugzeugen genutzt werden können. Außerdem findet man hier einen Betankungsstützpunkt für Royal-Air-Force-Hubschrauber vor.
Der Ort ist über das von der Regierung der Falklandinseln erbaute Allwetterstraßennetz mit den übrigen Ortschaften wie Port Stephans, Port Edgar oder Port Howard verbunden.

## Minenproblematik
In der Umgebung von Fox Bay wurden zahlreiche argentinische Landminen verlegt, und viele der Minenunfälle auf den Falklandinseln ereigneten sich dort.
Fast 30 Jahre nach dem Kriegseintritt Großbritanniens und Argentiniens wurde ein Projekt ins Leben gerufen, um das Gebiet von den rund 19.000 von den argentinischen Truppen hinterlassenen Landminen zu befreien. Ein Unternehmen aus Großbritannien erhielt daher im Jahr 2009 den Auftrag, die Minen an vier Standorten, nämlich in Goose Green, Sapper Hill, Surf Bay und eben in Fox Bay, zu räumen. Anfang 2010 begannen dann die Entminungsarbeiten in Fox Bay.